# Grand Prix du Pays d'Aix
Le Grand Prix du Pays d'Aix est une course cycliste française disputée tous les ans à Aix-en-Provence, dans le département des Bouches-du-Rhône. Elle fait partie du calendrier national de la Fédération française de cyclisme.

## Palmarès
| Année                    | Vainqueur                          | Deuxième                           | Troisième                          |
| ------------------------ | ---------------------------------- | ---------------------------------- | ---------------------------------- |
| Souvenir Hugues-Frosini  |                                    |                                    |                                    |
| 1989                     | Jean-Philippe Maes                 | Garcia                             | Franck Ayme                        |
| 1990                     | Éric Courson                       | David Perrone                      | Richard Gibelin                    |
| 1991                     | Marc Ricaux                        | Arthur Wilegala                    | David Gautier                      |
| 1992                     | Support au Championnat de Provence | Support au Championnat de Provence | Support au Championnat de Provence |
| 1993                     | Jacek Bodyk                        | Hristo Zaykov                      | Gérard Bigot                       |
| 1994                     | Jacques Bogdanski                  | David Gautier                      | Bertrand Ziegler                   |
| 1995                     | Fabrice Gougot                     | Olivier Trastour                   | Franck Tognini                     |
| 1996                     | Christopher Jenner                 | Olivier Martinez                   | Raphaël Vallas                     |
| 1997                     | Olivier Trastour                   | Franck Tognini                     | Hristo Zaykov                      |
| Prix des Coteaux d'Aix   |                                    |                                    |                                    |
| 1998                     | Christophe Cousinié                | Jean-Michel Flochon                | Frédéric Pontier                   |
| 1999                     | Thor Hushovd                       | Olivier Trastour                   | Alexandre Grux                     |
| 2000                     | Frédéric Ruberti                   | Mads Kaggestad                     | Ivaïlo Gabrovski                   |
| 2001                     | José Medina                        | Dominique Bozzi                    | Kristoffer Ingeby                  |
| 2002                     | Stéphane Pétilleau                 | Erki Pütsep                        | Mark Scanlon                       |
| 2003                     | John Nilsson                       | Camille Bouquet                    | Dominique Rault                    |
| 2004-2008                | Pas de course                      | Pas de course                      | Pas de course                      |
| Grand Prix du Pays d'Aix |                                    |                                    |                                    |
| 2009                     | Paul Poux                          | Aurélien Ribet                     | Pim Ligthart                       |
| 2010                     | Evaldas Šiškevičius                | Sylvain Georges                    | Matthieu Converset                 |
| 2011                     | Thomas Lebas                       | Sébastien Grédy                    | Kévin Pigaglio                     |
| 2012                     | Gert Jõeäär                        | Nicola Gaffurini                   | Maxime Mayençon                    |
| 2013                     | Jeroen Hoorne                      | Benoît Sinner                      | Marco Gaggia                       |
| 2014                     | Thomas Girard                      | Anthony Maldonado                  | Jérémy Fabio                       |
| 2015                     | Lilian Calmejane                   | Nans Peters                        | Nico Denz                          |
| 2016,                    | Erwann Corbel                      | Léo Vincent                        | Cyrille Patoux                     |
| 2017                     | Frédéric Brun                      | Julien Trarieux                    | Clément Carisey                    |
| 2018                     | Clément Carisey                    | Mickaël Guichard                   | Darragh O'Mahony                   |
| 2019                     | Jake Stewart                       | Jordan Levasseur                   | Jérémy Cabot                       |
| 2020                     | Sandy Dujardin                     | Romain Guillot                     | Clément Carisey                    |
| 2021                     | non-disputé                        | non-disputé                        | non-disputé                        |
| 2022                     | Antoine Devanne                    | Émilien Jeannière                  | Jordan Labrosse                    |
| 2023                     | Gwen Leclainche                    | Baptiste Vadic                     | Jocelyn Baguelin                   |
| 2024                     | Clément Izquierdo                  | Théo Thomas                        | Victor Guernalec                   |
| 2025                     | Antoine Berger                     | Léandre Huck                       | Julien Marin                       |